# Kyle Gass
Pour les articles homonymes, voir Gass.

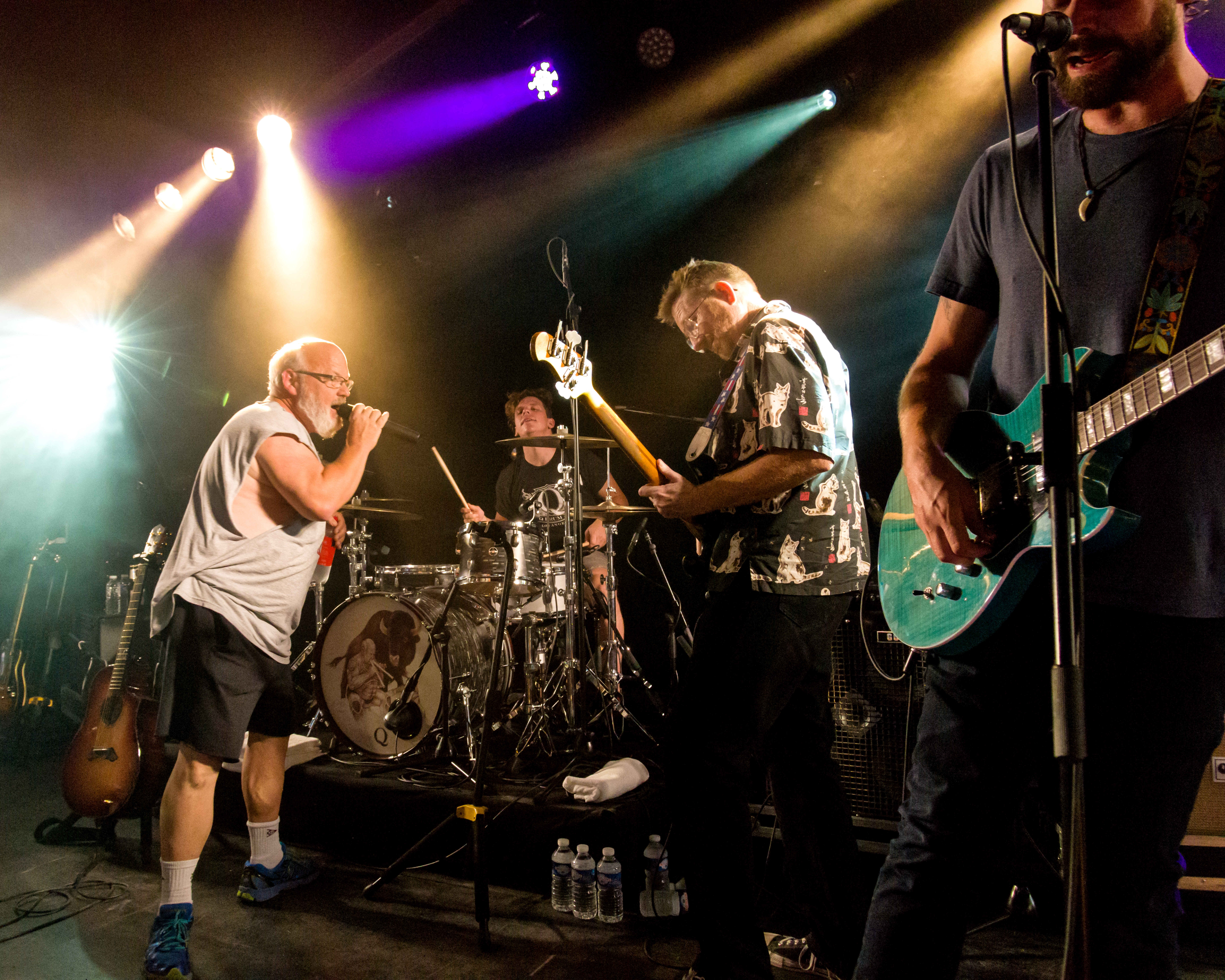
Kyle Gass, Zelt-Musik-Festival en 2017 à Fribourg-en-Brisgau, Allemagne

Kyle Richard Gass est un acteur, scénariste, compositeur et producteur américain né le 14 juillet 1960 à Walnut Creek, Californie (États-Unis). Il est membre des groupes Tenacious D (avec Jack Black) et Trainwreck. Il est souvent surnommé KG, Kage ou Rage Kage.

## Biographie
Kyle est né et a grandi à Walnut Creek, en Californie, avec ses frères Mitchell et Matthew. À l'âge de douze ans, il a commencé à jouer son premier instrument, la flûte. Peu de temps après, il a commencé à jouer du saxophone. Parallèlement, il a commencé à jouer d'une vieille guitare à cordes en nylon.
Lors de son apparition dans l'émission Late Night de Conan O'Brien, le 15 novembre 2006, Kyle Gass a affirmé avoir été le plus jeune diplômé de la Juilliard School of Music avec un diplôme en études de guitare classique obtenu à l'âge de treize ans. Un peu plus tôt, dans un article paru dans le Sunday Times le 29 octobre 2006, Jack Black a indiqué que Kyle était le plus jeune diplômé de la Juilliard. Kyle Gass a plus tard expliqué que c'était une blague et s'est excusé auprès de la Juilliard.
Tout comme sa carrière musicale, la carrière cinématographique de Kyle a commencé très tôt. Après ses études à Las Lomas High School en 1978, Kyle s'est inscrit à l'Université de Californie à Los Angeles (UCLA). C'est là qu'il a rencontré l'acteur Tim Robbins, qui le recruta dans l'Actor's Gang.
Kyle fut diplômé de l'UCLA en 1986. En 1984, un garçon de seize ans nommé Jack Black a été l'une des nouvelles recrues de l'Actor's Gang, et c'est pour cette raison que les deux s'étaient réunis. Selon Kyle, il n'aimait pas beaucoup Jack au début, mais les deux ont finalement dépassé leurs différences et sont devenus bons amis.
Kyle a même appris à Jack à jouer de la guitare, et les deux ont rapidement formé un groupe qu'ils ont appelé Tenacious D.
Il est aussi apparu dans plusieurs épisodes du show télévisé Fear of a Punk Planet, dans le clip de Good Charlotte Lifestyles of the Rich And Famous à l'image d'un avocat interrogeant un chien, dans un épisode de Friends incarnant Lowell, un voleur et ami de Phoebe, dans le film Elfe incarnant Eugene et dans quelques petites parties de plusieurs films de Jack Black (Shallow Hal, Saving Silverman, The Cable Guy, etc.)
En 2024, il fait l’objet d’une vague de critiques après la tentative d'assassinat de Donald Trump et après avoir souhaité en concert sur un mode humoristique « Ne ratez pas Trump la prochaine fois ! » Jack Black décide d’annuler sa tournée après la plaisanterie de son acolyte.

## Filmographie

### comme acteur au cinéma
- 1990 : Brain Dead (Sanglante Paranoïa) : Anesthésiste
- 1990 : L'Échelle de Jacob (Jacob's Ladder) : Tony
- 1995 : Pieds nus dans la jungle des studios (The Barefoot Executive) (TV) : Joe
- 1996 : Bio-Dome de Jason Bloom : Tenacious D
- 1996 : Disjoncté (The Cable Guy) de Ben Stiller : Couch Potato
- 1997 : Bongwater de Richard Sears : Joueur de guitare
- 1999 : Tenacious D (série TV) : KG
- 1999 : La Main qui tue (Idle Hands) : Burger Jungle Guy
- 1999 : Broadway, 39ème rue (Cradle Will Rock) : Larry
- 2000 : Presque célèbre (Almost Famous) : Quince Allen (seulement dans le director's cut)
- 2001 : Diablesse (Saving Silverman) : Bar Dude
- 2001 : That Darn Punk (vidéo) : Mr. Jailbait
- 2001 : The Zeros de John Ryman : Reed / David
- 2001 : Évolution (Evolution) : Officer Drake
- 2001 : Frank's Book : Cemetary Strummer
- 2001 : L'Amour Extra Large (Hal le superficiel) : Artie
- 2002 : Le Nouveau (The New Guy) : Mr. Luberoff
- 2003 : Elfe (Elf) : Eugene
- 2005 : Cake Boy (vidéo) : Nathan
- 2007 : Tenacious D in The Pick of Destiny : KG
- 2007 : Saucisses à tout prix : Mr. Morse
- 2008 : Extreme Movie : Réalisateur de film X
- 2007 : Bande de sauvages : chanteur du bal
- 2009 : L'An 1 : Des débuts difficiles (Year One) : l'eunuque
- 2013 : 2 Broke Girls (série TV) : Buzz (Épisode:"Et la figuration")
- 2018 : Tenacious D et Post-Apocalypto : KG (voix)
- 2018 : Brooklyn Nine Nine  (série TV) : Dario Moretti (Episode: "Jake & Amy" )

### comme scénariste
- 2003 : Tenacious D: The Complete Masterworks (vidéo)

### comme compositeur
- 1999 : Tenacious D (série TV)

### comme producteur
- 1999 : Tenacious D (série TV)
- 2003 : Tenacious D: The Complete Masterworks (vidéo)